# Цай Рен
Цай Исеновна Рен (1910 год, д. Гаам-дон (сегодня — Шкотовский район Приморского края), Приморская область, Российская империя — дата и место смерти не известны) — колхозница, Герой Социалистического Труда (1948).

## Биография
Родилась в 1910 году в бедной крестьянской семье.
После депортации корейцев с Дальнего Востока была на спецпоселении в Аральском районе Казахской ССР, где с 1937 года по 1940 год работала на рыбном заводе «Бугун» в Аральском районе Кзыл-Ординской области.
С 1941 года работала в сельскохозяйственной артели «Дальний Восток» Каратальского района Талды-Курганской области. В 1946 году стала звеньевой свекловичной бригады. В 1947 году свекловичное звено, руководимое Цай Рен, получило 600 центнеров свеклы с 2 гектаров и 525 центнеров свеклы с 10 гектаров.

## Награды
- Герой Социалистического Труда — Указом Президиума Верховного Совета от 28 марта 1948 года.

## Источник
- Герои Социалистического труда по полеводству Казахской ССР. — Алма-Ата, 1950. — 412 с.